# Рука с кольцами

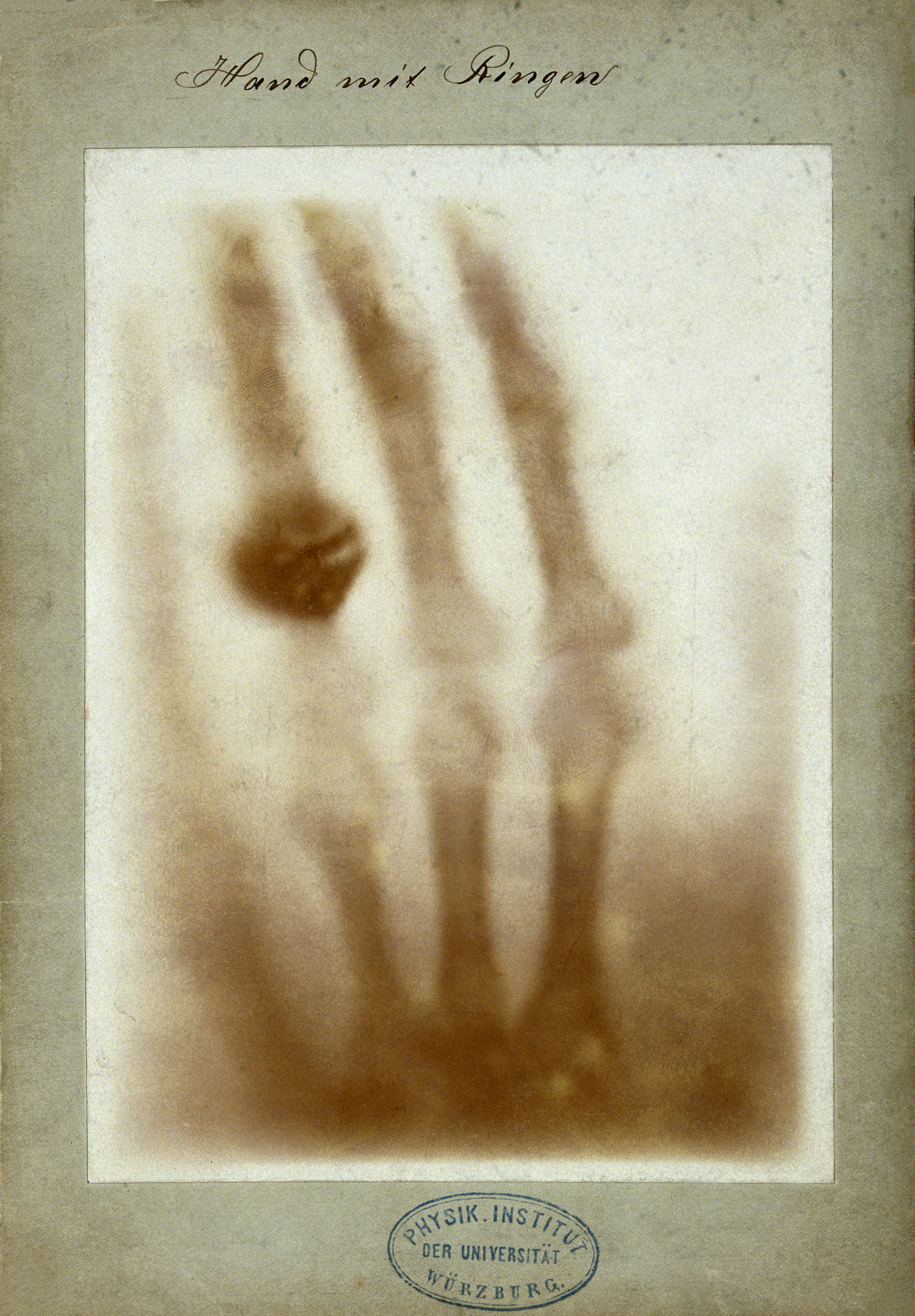
Вильгельм Рентген. «Рука с кольцами», Вюрцбургский университет, 22 декабря 1895 года

«Рука с кольцами» (нем. Hand mit Ringen) — рентгенограмма, созданная 22 декабря 1895 года немецким физиком Вильгельмом Конрадом Рентгеном. На ней запечатлена кисть левой руки жены учёного Анны Берты Людвиг, на одном из пальцев выделяется пара колец. Снимок способствовал популяризации открытого её мужем нового вида излучения, названного впоследствии рентгеновским. 1 января 1896 года Рентген направил копию своего доклада об открытии и несколько других снимков европейским учёным, посредством чего о сенсационных опытах узнал весь мир. «Рука с кольцами» считается первым в истории медицины рентгеновским снимком человеческого организма, одной из самых влиятельных и известных научных фотографий в истории.

## История

### Открытие
С 1888 года Вильгельм Рентген возглавил кафедру физики в университете Вюрцбурга (Бавария), позже, в 1894 году, его избирают ректором этого университета. Главное открытие в своей жизни — рентгеновское излучение — он совершил, когда ему было 50 лет. При проведении экспериментов с трубкой Крукса он установил, что из неё исходит неизвестное излучение, которое назвал икс-лучами (X-лучи), а впоследствии они были названы рентгеновскими, в честь первооткрывателя. Эксперименты Рентгена показали, что они возникают в месте столкновения катодных лучей с преградой внутри катодной трубки. Учёный сделал трубку специальной конструкции — антикатод был плоским, что обеспечивало интенсивный поток рентгеновских лучей. Благодаря этой трубке (она впоследствии будет названа рентгеновской) физик в течение нескольких недель изучил и описал основные свойства ранее неизвестного излучения, которое позже получило название рентгеновского. Лучи имели способность проходить через различные материалы. Он стал экспериментировать с различными предметами и установил, что они не проходят через свинец и слабо проходят через другие металлы, в зависимости от их плотности: «При этом бумага или дерево не поглощали лучи, а человеческая плоть поглощала их в очень небольшой степени». Английский физик Сильванус Томпсон, описывая работу немецкого коллеги, писал: «Ничего не видно, пока неведомые до сих пор лучи, исходящие из трубки Крукса и проникающие сквозь картон, не упали на люминесцентный экран, обнаружив тем самым своё существование и сделав темноту видимой… Первооткрыватель, поместив свою руку между источником лучей и куском люминесцирующего картона, увидел кости руки в виде силуэта на экране. Великое открытие совершилось». Учёный установил, что излучение воздействует на фотографические пластинки, и стал использовать их для фиксации своих опытов.

### Создание снимка

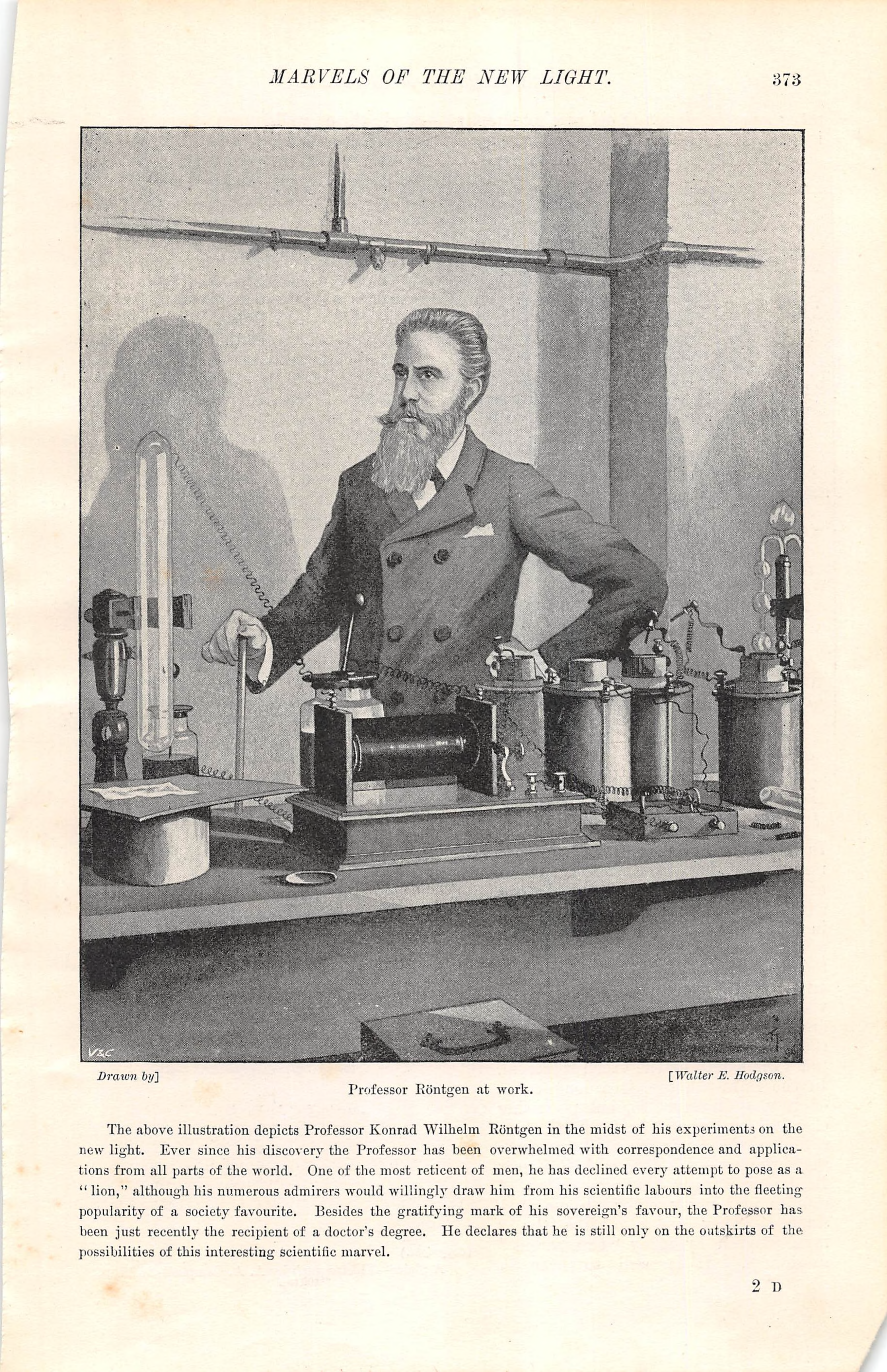
Вильгельм Рентген в лаборатории

Начиная с 8 ноября Рентген всё своё время проводил в лаборатории, не говоря никому, чем он занят. Он не опубликовал первые результаты своего открытия, как это сделали бы многие учёные, а продолжал проводить опыты. О его здоровье очень беспокоилась жена — Анна Берта Людвиг (Anna Bertha Ludwig; 1839—1919), на которой он женился в 1872 году. Она была на шесть лет старше его и страдала нервными расстройствами. Мейер Фридман и Джеральд Фридланд в книге «Десять величайших открытий в истории медицины» писали, что Рентген решил успокоить жену и продемонстрировать то, чего он добился на протяжении нескольких недель напряжённых опытов, когда он «сделал по-настоящему великое открытие — пусть даже на первый взгляд необъяснимое и даже жутковатое». По мнению популяризатора науки Джона Дариуса, трубка Крукса, испускающая лучи, находилась под столом. На него была положена левая рука Берты с двумя кольцами, на которую была помещена непроявленная сухая бромид-желатиновая фотопластинка (вероятно, производства компании Шлейсснер). Фридман и Фридланд писали, что, наоборот, рука была положена на деревянную кассету с фотопластинкой, а катодная трубка находилась сверху. Экспозиция проводилась от трёх до десяти минут. По легенде, ознакомившись со снимком своей руки, Берта воскликнула, что видит смерть. Фридман и Фридланд отметили: «Шок и изумление супруги привели Рентгена в восторг. Значит, его Х-лучи — не плод воспалённого воображения или больного рассудка, они так же реальны, как и стеклянные стенки трубки Крукса или ткань занавесок на окнах лаборатории. Тёмная тень от двух колец, оказавшихся на пути Х-лучей…, служила ещё одним доказательством реальности неизвестного излучения… Одного простого снимка кисти жены было достаточно, чтобы он понял, что сделал величайшее научное открытие».

### Обнародование открытия

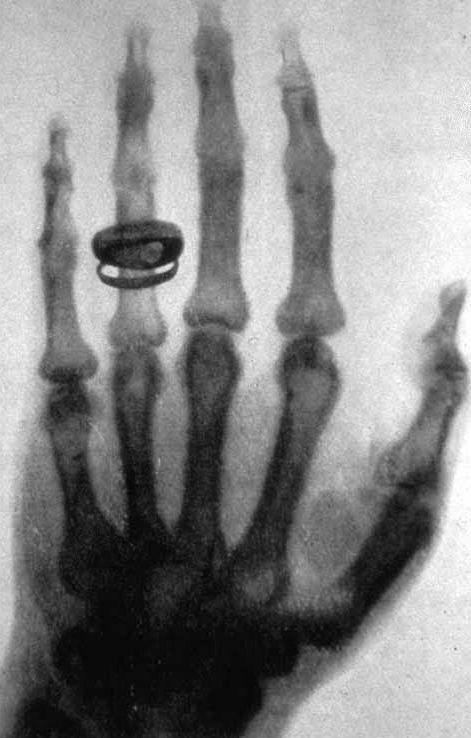
Снимок руки Альберта фон Кёлликера, сделанный Рентгеном 23 января 1896 года

28 декабря 1895 года в «Известиях Вюрцбургского физико-медицинского общества» появилась первая из трёх статей Рентгена об обнаружении и свойствах излучения — «О новом роде лучей» (Ueber eine neue Art von Strahlen). Рентген сделал копии доклада, приложил к нему снимки и 1 января 1896 года разослал европейским учёным. Лишь некоторые из них получили набор из девяти фотографий, в число которых входила «Рука с кольцами», а около 80 учёным был направлен только репринт доклада. Один из его коллег недоверчиво заметил: «Какой фантазёр Рентген, мы давно знаем, но теперь он, по-видимому, совсем с ума сошёл. Он утверждает, что видел скелет собственной руки». Профессор физики Франц Экснер, давний знакомый Рентгена, получил от него письмо со снимком руки жены и под впечатлением от увиденного показал его своим гостям, «одновременно удивив и испугав их». Среди них был физик Эрнст Лехер (Ernst Lecher), отец которого был редактором венской газеты Die Presse. Ознакомившись с письмом Рентгена, он срочно поместил 5 января 1896 года в воскресный номер своего издания отчёт об открытии под названием «Сенсационное открытие» (Eine sensationelle Entdeckung). Увидев статью, репортёр британского журнала Chronicle телеграфировал в Лондон, и на следующий день, 6 января, сенсационная новость распространилась по всему миру и стала достоянием широкой общественности. 10 января прошло заседание Венского медицинского общества, в ходе которого демонстрировался снимок руки Берты. Через неделю прошло обсуждение рентгенограмм членов общества, а также первой ангиограммы.
На лекции перед кайзером Вильгельмом II 12 января 1896 года Рентген публично представил свое открытие. 23 января учёный выступил с докладом об открытии рентгеновских лучей перед физико-медицинским обществом Вюрцбурга, в ходе которого сделал снимок руки известного анатома Альберта фон Кёлликера. Публика была потрясена результатом и устроила овацию. Это была последняя публичная лекция Рентгена от открытых им лучах. Рентгенограммы руки Берты и Кёлликера с тех пор часто путают. Снимок кисти Берты и подобные ему способствовали популяризации открытия у публики. Только в 1896 году появились более 1200 статей о Рентгене, а также сотни научных работ, связанных с изучением лучей. Его открытие нашло применение в различных науках и, в частности, в медицине. В 1901 году он стал первым в истории лауреатом Нобелевской премии по физике.

### Описание
На негативе в виде выраженной тёмной тени выделяются силуэты колец, менее сильно видны тени костей кисти, затем мягкие ткани кисти руки. В верхней части копий рентгенограмм, направленных Рентгеном учёным, кем-то была сделана надпись Hand mit Ringen («Рука с кольцами»). Также изображение известно и под другими названиями, в частности, «Рука госпожи Рентген». На копиях также содержится указание на параграфы из доклада Рентгена «О новом роде лучей». В частности, на оттиске «Рука с кольцами» написано § 2 и 14. В первом случае, отмечая степень проницаемости различных материалов и тел для рентгеновских лучей, он писал: «Если держать между разрядной трубкой и экраном руку, то видны тёмные тени костей в слабых очертаниях тени самой руки». В параграфе 14 идёт речь об образовании теней в том случае, если между лучами и экраном поместить какой-либо предмет: «Я наблюдал, а частью и сфотографировал большое количество таких теневых картин, получение которых доставляет иногда совсем особого рода удовольствие. У меня есть, например, фотография тени профиля двери, разделяющей две комнаты. По одну сторону двери находилась разрядная трубка, а по другую пластинка; фотография тени костей, руки, тени проволоки, намотанной на деревянную, катушку, запертого в ящике набора разновесок, компаса, магнитная стрелка которого окружена со всех сторон металлом, куска металла, неоднородность которого делается заметной с помощью Х-лучей, и т. д.».

### В культуре
«Рука с кольцами» считается первым в истории медицины рентгеновским снимком человеческого организма, одной из самых влиятельных и известных научных фотографий в истории. В 2016 году американский журнал «Time» опубликовал список 100 самых значимых фотографий всех времён (с 1826 года по 2016 год), куда была включена рентгенограмма руки Берты Рентген. В сентябре 2023 года комиссия ФРГ в ЮНЕСКО (Бонн) предложила включить в международную программу Организации Объединённых Наций по вопросам образования, науки и культуры (ЮНЕСКО) по защите всемирного документального наследия «Память мира» рентгеновские снимки, которые учёный сделал в 1895—1896 годах (более двухсот изображений).